# Haićanska revolucija
Haićanska revolucija (фр. Révolution haïtienne) je naziv za niz međusobno povezanih oružanih sukoba koji su se odigrali na karipskom ostrvu Hispaniola od 1791. do 1804. godine, a koji su doveli do prestanka dotadašnje francuske vlasti nad zapadnim delom ostrva, kolonijom San Domingo, odnosno uspostavom nezavisne države Haiti. Započeo je kao ustanak tamošnjih, pretežno crnih i mulatskih robova protiv francuskih belih robovlasnika, velikim delom podstaknut revolucionarnim zbivanjima u samoj Francuskoj, odnosno proklamiranim idealima o ljudskim i građanskim pravima koja su uključivala ukidanje ropstva. Sukob je bio iskomplikovan kako frakcijskim sukobima među samim Haićanima, tako i izbijanjem francuskih revolucionarnih ratova zbog kojih su se u sukob na Haitiju umešale Britanija i Španija. U završnoj fazi su se bivši robovi na čelu sa Fransoa Dominik Tusen-Luvertirom i Žan-Žakom Desalinom okrenuli protiv Napoleona Bonaparte i 1803. godine razbili poslednji francuski pokušaj uspostave vlasti nad ostrvom, a počekom 1804. su proglasili nezavisnost. Haiti je tako, uz SAD, postao najstarija nezavisna država zapadne hemisfere, a Haićanska revolucija se često navodi kao jedini uspešni ustanak robova u istoriji. Danas je na široko prihvaćena kao odlučujući trenutak u istoriji rasizma u Atlantskom svetu.

## Literatura
- Leyburn, James (1961). The Haitian People. Yale University Press.
- Perry, James (2005). Arrogant Armies: Great Military Disasters and the Generals Behind Them. Edison: CastleBooks.
- Baur, John. "International Repercussions of the Haitian Revolution." The Americas 26, no. 4 (1970).
- Blackburn, Robin. "Haiti, Slavery, and the Age of the Democratic Revolution", William and Mary Quarterly 63.4, 633–674 (2006)
- Bryan, Patrick E. (1984). The Haitian Revolution and Its Effects. Heinemann. ISBN 978-0-435-98301-7. Приступљено 15. 5. 2015.
- Censer,Jack Richard; Hunt, Lynn Avery (2001). Liberty, Equality, Fraternity Exploring the French Revolution. Penn State University Press. ISBN 978-0-271-02088-4.
- Dubois, Laurent (2005). Avengers of the New World. Harvard University Press. ISBN 978-0-674-01826-6.
- Dubois, Laurent; Garrigus, John D. (2006). Slave Revolution in the Caribbean, 1789–1804 A Brief History with Documents. Bedford/st Martins. ISBN 978-0-312-41501-3.
- Fick, Carolyne "The Haitian revolution and the limit of freedom: defining citizenship in the revolutionary era". Social History, Vol 32. No 4, November 2007
- Garrigus, John D. (2006). Before Haiti Race and Citizenship in French Saint-Domingue. Macmillan. ISBN 978-1-4039-7140-1.
- Geggus, David Patrick (2001). The Impact of the Haitian Revolution in the Atlantic World. Columbia: University of South Carolina Press. ISBN 978-1-57003-416-9.
- Girard, Philippe. "Black Talleyrand: Toussaint Louverture's Secret Diplomacy with England and the United States," William and Mary Quarterly 66:1 (Jan. 2009), 87–124.
- Girard, Philippe. "Napoléon Bonaparte and the Emancipation Issue in Saint-Domingue, 1799–1803," French Historical Studies 32:4 (Fall 2009), 587–618.
- Girard, Philippe R. (2011). The slaves who defeated Napoleon : Toussaint Louverture and the Haitian War of Independence, 1801–1804. Tuscaloosa: University of Alabama Press. ISBN 978-0-8173-1732-4.
- Girard, Philippe. "Jean-Jacques Dessalines and the Atlantic System: A Reappraisal," William and Mary Quarterly (July 2012).
- Cyril Lionel Robert James (1989). The Black Jacobins Toussaint Louverture and the San Domingo Revolution (2nd изд.). Vintage. ISBN 978-0-679-72467-4.
- Joseph, Celucien L. Race, Religion, and The Haitian Revolution: Essays on Faith, Freedom, and Decolonization (CreateSpace Independent Publishing Platform, 2012)
- Joseph, Celucien L. From Toussaint to Price-Mars: Rhetoric, Race, and Religion in Haitian Thought (CreateSpace Independent Publishing Platform, 2013)
- Ott, Thomas O. The Haitian Revolution, 1789–1804. University of Tennessee Press, 1973.
- Joseph Elisée Peyre-Ferry (2006). Journal des opérations militaires de l'armée française à Saint-Domingue 1802–1803 sous les ordres des capitaines-généraux Leclerc et Rochambeau. Les Editions de Paris-Max Chaleil. ISBN 978-2-84621-052-2.
- Popkin, Jeremy D., You Are All Free: The Haitian Revolution and the Abolition of Slavery (New York: Cambridge University Press, 2010)
- Jeffers, Jen (2016) „Freedom At All Cost: Remembering History's Greatest Slave Rebellion”. The Raven Report.
- Scott, Julius S. (2018). The Common Wind: Afro-American Currents in the Age of the Haitian Revolution. Verso Books. ISBN 9781788732475.
- Manuel Barcia (јун 2020). „From Revolution to Recognition: Haiti's Place in the Post-1804 Atlantic World”. The American Historical Review. 125 (3). doi:10.1093/ahr/rhaa240.

- Gamio, Lazaro; Méheut, Constant; Porter, Catherine; Gebrekidan, Selam; McCann, Allison; Apuzzo, Matt (2022-05-20). „Haiti's Lost Billions”. The New York Times (на језику: енглески). ISSN 0362-4331. Приступљено 2022-05-23.
- Gebrekidan, Selam; Apuzzo, Matt; Porter, Catherine; Méheut, Constant (2022-05-20). „Invade Haiti, Wall Street Urged. The U.S. Obliged.”. The New York Times (на језику: енглески). ISSN 0362-4331. Приступљено 2022-05-23.
- Bilefsky, Dan; Porter, Catherine (2021-07-10). „Who Paid for That Mansion? A Senator or the Haitian People?”. The New York Times (на језику: енглески). ISSN 0362-4331. Приступљено 2022-05-23.

## Spoljašnje veze
- The Louverture Project, a wiki about the history of Haiti
- Haiti: History of Shaken Country-- Video interview with historian Laurent Dubois
- Haiti Archives
- "Égalité for All: Toussaint Louverture and the Haitian Revolution" Архивирано на веб-сајту  (30. јул 2011). Noland Walker. PBS documentary. 2009
- France Urged to Pay $40 Billion to Haiti in Reparations for "Independence Debt" – video report by Democracy Now!
- The Other Revolution: Haiti, 1789 – 1804 Архивирано на веб-сајту  (18. фебруар 2015) digital exhibition from Brown University
- 15 Minutes History, UT at Austin
- Two Revolutions in the Atlantic World: Connections between the American Revolution and the Haitian Revolution Gilder Lehrman Center, Laurent Dubois.
- "Upheavals in France and Saint-Domingue" Архивирано на веб-сајту  (14. новембар 2020) Brown University